# Volaticoteri
El volaticoteri (Volaticotherium antiquum) fou un mamífer planador primitiu sense relació propera amb cap altre grup de mamífers actualment conegut. Planava gràcies a una membrana similar a la dels esquirols voladors actuals. Les dents del Volaticotherium estaven altament especialitzades per menjar insectes i les seves potes estaven adaptades per viure als arbres. La membrana planadora (patagi) estava aïllada amb una espessa capa de pèl i s'ancorava tant a les potes com a la cua. El descobriment del Volaticotherium representà l'evidència més antiga coneguda d'un mamífer planador (70 milions d'anys més antiga que la següent) i aportà més proves de la diversitat dels mamífers durant el Mesozoic.
Els fòssils de Volaticotherium foren trobats a les capes de Daohugou, a la Xina. L'antiguitat d'aquestes capes és actualment incerta i tema de debat - sembla que són d'aproximadament el límit entre el Juràssic superior i el Cretaci primerenc (fa 140-120 milions d'anys). Se'n publicà una descripció a la revista Nature.